# 팔리아크

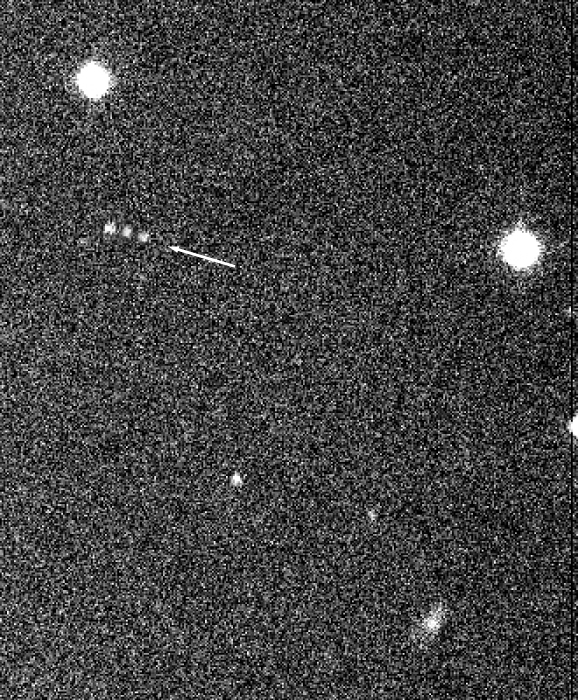

팔리아크(Paaliaq)는 사진이 1개밖에 없다. 토성의 제 20위성이며 이누이트군에 속하는 순행 불규칙 위성이므로 직경은 약 22km이자 임시 이름은 S/2000 S 2이다.